# Caricaceae
Caricaceae — родина квіткових рослин із порядку Brassicales, які зустрічаються переважно в тропічних регіонах Центральної та Південної Америки та Африки. Зазвичай це недовговічні вічнозелені чагарники чи невеликі або середні дерева, що досягають 5–10 м заввишки. Один вид, Vasconcellea horovitziana є ліаною, а три види роду Jarilla є травами. Деякі види, такі як папая, дають їстівні плоди та виробляють папаїн.
На основі молекулярного аналізу було припущено, що ця родина виникла в Африці на початку кайнозойської ери, ~ 66 мільйонів років тому. Поширення з Африки до Центральної Америки відбулося приблизно 35 млн років тому, можливо, через океанські течії з дельти Конго. З Центральної Америки родина досягла Південної Америки в 19–27 млн років.
Родина включає шість родів і близько 34 чи 35 видів:
- Carica – один вид, Carica papaya (папая), Америка
- Cylicomorpha – два види, Африка
- Horovitzia – один вид, Мексика
- Jacaratia – вісім видів, Америка
- Jarilla – чотири види, Америка
- Vasconcellea – двадцять видів, Америка